# Gare du Monastier
Gare du Monastier – stacja kolejowa w Monastier-Pin-Moriès, w departamencie Lozère, w regionie Oksytania, we Francji. Obecnie jest zarządzana przez SNCF (budynek dworca) i przez RFF (infrastruktura).
Została otwarta w 1884 r. przez Compagnie des chemins de fer du Midi et du Canal latéral à la Garonne.
Stacja jest obsługiwany przez pociągi TER Languedoc-Roussillon.

## Położenie
Znajduje się na linii Béziers – Neussargues, w km 615,161, pomiędzy stacjami Banassac - La Canourgue i Chirac, na wysokości 610 m n.p.m.

## Linie kolejowe
- Béziers – Neussargues
- Le Monastier – La Bastide-Saint-Laurent-les-Bains